# Станіслав Влодек
Станіслав Влодек гербу Правдич (пол. Stanisław Włodek; пом. після січня 1614) — польський шляхтич, військовий і державний діяч Республіки Обох Націй (Речі Посполитої). Представник шляхетського роду Влодеків.

## Життєпис

Герб Правдич

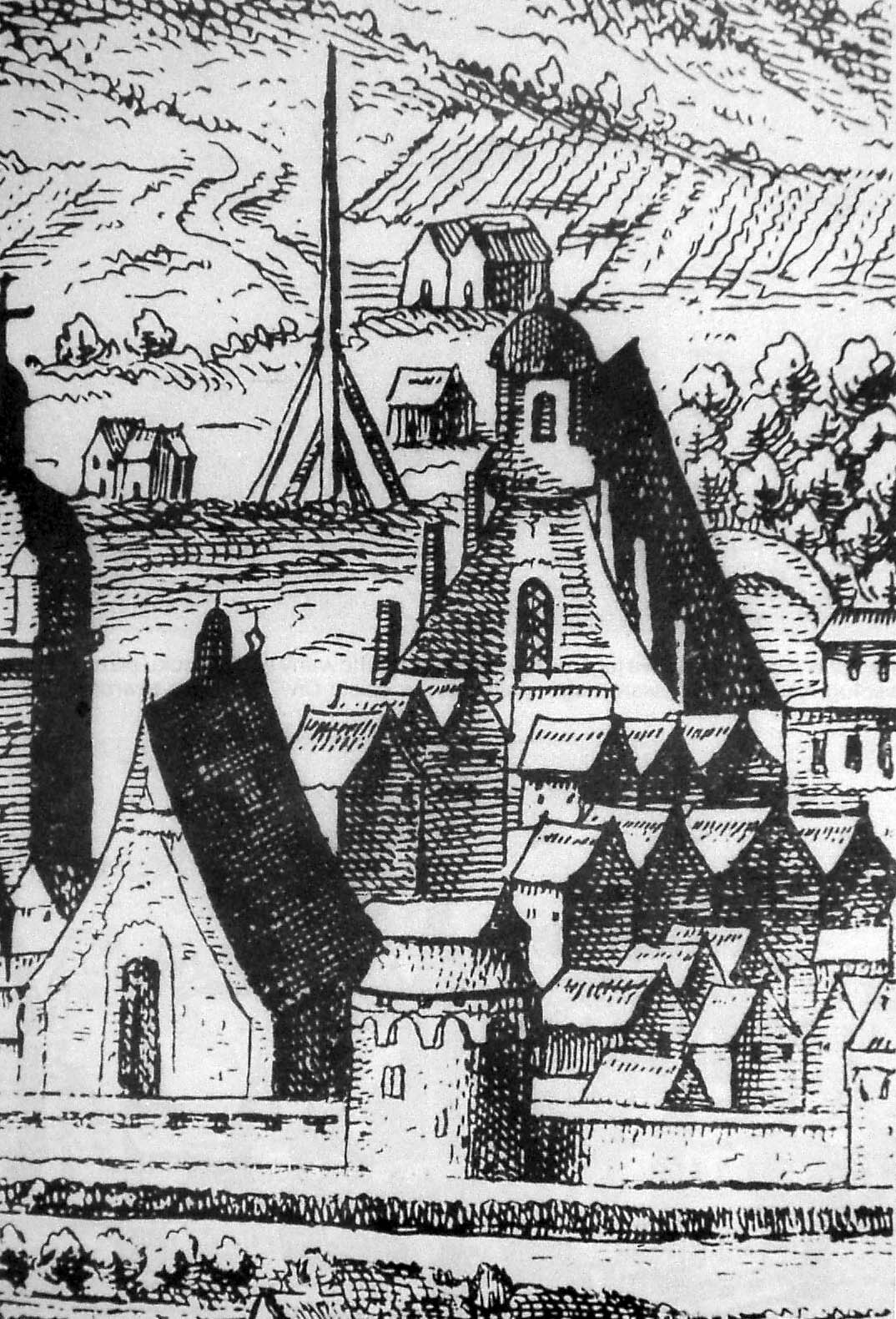
Старий домініканський костел Божого Тіла, Львів

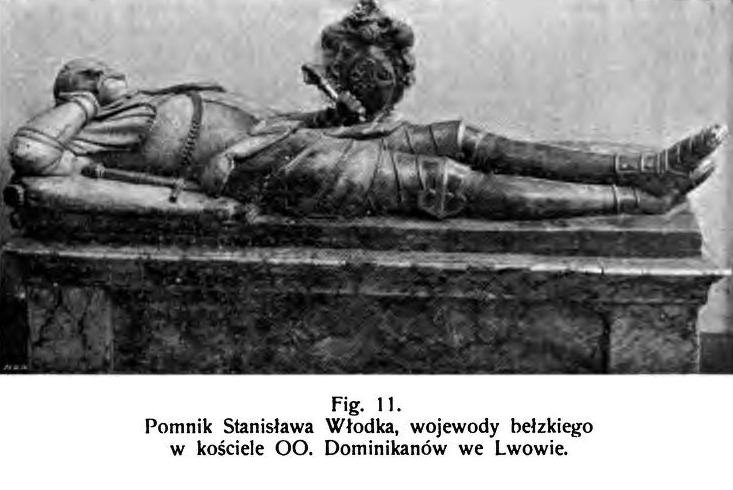
надгробок С. Влодека в костелі домініканів, Львів

Син Мацея Влодека (військовий та державний діяч, староста генеральний подільський) та його дружини Катажини — доньки сєрадзького воєводи Станіслава Ласького. Від батька успадкував, зокрема, містечко Плоскирів (нині — Хмельницький).
За спогадами о. Шимона Окольського, під час татарського нападу на Галицький замок, який не був достатньо укріпленим, побачив святу Катерину, яка сказала йому, що замок перебував під її опікою (напад відбили, нападників розпорошено, їхнього вожака вбили). За це на знак вдячности фундував каплицю в замку на честь святої. Брав участь у весіллі короля Сигізмунда ІІ Августа (зокрема, участь у гонитві зі списами) у 1553 р. За даними польських біографів-хроністів (до о. Каспера Несецького), перебував у гостях у Миколая Даниловича. У святий день його запросили на полювання, під час якого з'явився величезний лис. Перетворившись на чудовисько, лис збив вершника з коня, забив києм на смерть Миколу Даниловича, який вирвався далеко вперед під час переслідування. Після цього лис перетворився на Актеона, піймав С. Влодека в сіті; люди, не впізнавши його, сильно потовкли.
Він був галицьким старостою на момент розгляду в місцевому гродському суді позову Марії Амалії Могилянки до Зофії Ґольської щодо неповернення останньою її депозиту. Суд ухвалив рішення, що депозит відповідачка має повернути під загрозою кари баніції та інфамії. Зоф'я Ґольська звинуватила всіх суддів у фальшуванні й інших порушеннях і подала нові позови. Допомагав Івану-Юрію Радзивіллу на початку (у січні) 1614 р. під час феодальних «розбірок» із Зофією Ґольською за допомогою підкупу коменданта замку в Бучачі здобути його під приводом примусового виконання вироку суду, за яким І.-Ю. Радзивілл отримав право інтромісії на Бучач — маєтність Зофії Ґольської.
У 1610 році віддав у заставу місто Влодкув і п'ять сіл за 20000 флоринів Мацеєві Яблоновському.
Уряди (посади): львівський каштелян (згаданий у 1593 році, у 1612 році на посаді — Іван Данилович), белзький воєвода, староста галицький, коломийський.
Був похований у домініканському костелі Божого Тіла у Львові, Станіславові Влодеку виготовили надгробок.
Шимон Шимонович написав епіталаміон (пол. epithalamion) йому та його дружині Ядвізі Олесніцькій.

### Сім'я
Був два рази одружений. Перша дружина — зведена сестра коронного канцлера Яна Замойського Ельжбета (пом. 1595), дитина — Ядвіга, дружина люблінського воєводи Пйотра Фірлея (пом. 1619), мати каштеляна Кам'янця-Подільського Пйотра Фірлея, була похована у Коросні (був надгробок).
Друга дружина — Ядвіга Олесніцька; обидві дружини (Ядвіга — у 1611 р., над гробом була срібна таблиця) були поховані у старому домініканському костелі Божого Тіла Львова. 
Ймовірно, третьою дружиною (або дружиною його батька) була Ельжбета Каменецька.